# MTV Movie Awards 1995
De MTV movie awards van 1995 werden op 10 juni gehouden in de Warner Bros Studios, Burbank, Californië. Het werd gepresenteerd door Jon Lovitz en Courteney Cox. Er waren geen optredens, wel was er een punkrockband The Ramones die een medley van best song genomineerden naspeelde.

## Best Movie (Beste film)
Winnaar:
Pulp Fiction
Genomineerd:
The Crow
Forrest Gump
Interview with the Vampire
Speed

## Best Male Performance (Beste acteerprestatie door een man)
Winnaar:
Brad Pitt, Interview with the Vampire
genomineerd:
Tom Hanks, Forrest Gump
Brandon Lee, The Crow
Keanu Reeves, Speed
John Travolta, Pulp Fiction

## Best Female Performance (Beste acteerprestatie door een vrouw)
Winnaar:
Sandra Bullock, Speed
Genomineerd:
Jamie Lee Curtis, True Lies
Jodie Foster, Nell
Uma Thurman, Pulp Fiction
Meg Ryan, When a Man Loves a Woman

## Most desirable male (Meest begeerde man)
Winnaar:
Brad Pitt, Interview with the Vampire
Genomineerd:
Tom Cruise in Interview with the Vampire
Christian Slater in Interview with the Vampire
Andy García in When a Man Loves a Woman
Keanu Reeves in Speed

## Most desirable female (meest begeerde vrouw)
Winnaar:
Sandra Bullock, Speed
Genomineerd:
Cameron Diaz, The Mask
Demi Moore, Disclosure
Halle Berry, the Flintstones
Sharon Stone, The Specialist

## Best On-Screen Duo (Beste Duo op het scherm)
Winnaar:
Sandra Bullock en Keanu Reeves, Speed
Genomineerd:
Jim Carrey en Jeff Daniels, Dumb and Dumber
Tom Cruise en Brad Pitt, Interview with the Vampire
Juliette Lewis en Woody Harrelson, Natural Born Killers
Samuel L. Jackson en John Travolta, Pulp Fiction

## Best Villain (Beste schurk)
Winnaar:
Dennis Hopper, Speed
Genomineerd:
Tom Cruise, Interview with the Vampire
Jeremy Irons, The Lion King
Tommy Lee Jones, Blown Away
Demi Moore, Disclosure

## Best Comedic Performance (Beste komische optreden)
Winnaar:
Jim Carrey, Dumb and Dumber
Genomineerd:
Tim Allen, The Santa Clause
Tom Arnold, True Lies
Jim Carrey, The Mask
Adam Sandler, Billy Madison

## Best Song From a Movie (Beste liedje uit een film)
Winnaar:
"Can You Feel the Love Tonight" - Elton John, The Lion King
Genomineerd:
"Big Empty" - Stone Temple Pilots, The Crow
"Girl, You'll Be a Woman Soon" - Urge Overkill, Pulp Fiction
"I'll Remember" - Madonna, With Honors
"Regulate" - Warren G, Above the Rim

## Best Kiss (Beste zoen)
Winnaar:
Lauren Holly and Jim Carrey, Dumb and Dumber
Genomineerd:
Julie Delpy and Ethan Hawke, Before Sunrise
Juliette Lewis and Woody Harrelson, Natural Born Killers
Sandra Bullock and Keanu Reeves, Speed
Jamie Lee Curtis and Arnold Schwarzenegger, True Lies

## Best Breakthrough Performance (Beste nieuwkomer)
Winnaar:
Kirsten Dunst, Interview with the Vampire
Genomineerd:
Mykelti Williamson, Forrest Gump
Hugh Grant, Four Weddings and a Funeral
Cameron Diaz, The Mask
Tim Allen, The Santa Clause

## Best Action Sequence (Beste actiescène)
Winnaar:
Bus Escape/fixed-wing aircraft|airplane Explosion, Speed
Genomineerd:
Escape From Exploding Ship, Blown Away
Ambush Of CI Convoy, Clear and Present Danger
Bridge Explosion/Limo Rescue, True Lies

## Best Dance sequence (Beste dansscène)
Winnaar
John Travolta en Uma Thurman, Pulp Fiction
Genomineerd:
Jim Carrey en Cameron Diaz, The Mask
Arnold Schwarzenegger en Tia Carrere, True Lies
The Brady Kids, The Brady Bunch Movie

## Overige prijzen
Best New Filmmaker (Beste nieuwe filmmaker) - Steve James, regisseur van Hoop Dreams
Lifetime Achievement Award (Oeuvre prijs) - Jackie Chan
1992 · 1993 · 1994 · 1995 · 1996 · 1997 · 1998 · 1999 · 2000 · 2001 · 2002 · 2003 · 2004 · 2005 · 2006 · 2007 · 2008 · 2009 · 2010 · 2011